# Надін Ангерер
Надін Ангерер (нім. Nadine Angerer; нар. 10 листопада 1978, Лор-на-Майні, Західна Німеччина) — колишня німецька футболістка, капітан та воротар національної збірної Німеччини.
Найкраща футболістка світу 2013 року.

## Досягнення

### Національні
- Чемпіонка світу (2): 2003, 2007
- Чемпіонка Європи (5): 1997, 2001, 2005, 2009, 2013
- Бронзовий медаліст Олімпійских Ігор (3): 2000, 2004, 2008

### Клубні
- Володарка Кубка УЄФА (1): 2005
- Чемпіонка Німеччини (2): 2004, 2006
- Володарка Кубка Німеччини (4): 2004, 2005, 2006, 2011

### Індивідуальні
- Найкращий воротар чемпіонату світу з футболу 2007 року (без пропущених м'ячів у турнірі)
- Срібний лавровий лист (найвища спортивна нагорода в Німеччині)
- Найкращий гравець чемпіонату Європи в 2013 році
- Приз найкращій футболістці року в Європі, 2013
- Приз найкращій футболістці світу за версію ФІФА, 2013

## Особисте життя
У грудні 2010 року Ангерер розповіла німецькій газеті «Die Zeit», що вона не дискримінує за гендерною ознакою, розглядаючи особисті стосунки.
Ангерер одружилася на Магдалені (уродженій Голомбек) у листопаді 2016 року.